# Kolesarska klasika
Kolesarske klasike so naprestižnejše enodnevne kolesarke dirke v koledarju Mednarodne kolesarske zveze (UCI). Nekatere izmed njih imajo korenine že v 19. stoletju. Večina jih je tradicionalno organizirana v istem terminu. Daleč največ šteje 5 spomenikov, ki so najdaljše, najtežje, najbolj obiskane in ene najbolj prestižnih dirk nasploh.
Obstajajo tudi mini ali polklasike (semi-classic). To so dirke, ki redko, vsake toliko ali skoraj nikoli ne pridejo na koledar svetovne serije UCI World Tour. Take so recimo Skozi Flandrijo, Scheldeprijs ali Brabantska puščica.

## Problem z definicijo
Čeprav kolesarski navijači in številni mediji zavzeto uporabljajo termin "klasika", ni pravega konsenza kaj točno jo definira. Mednarodna kolesarska zveza (UCI) v svojem pravilniku z izjemo spomenikov, nikjer sploh ne omenja te besede. Zato je težko določiti natačnen seznam vseh klasik. Obstaja nekaj kriterijev, ki določajo pomembnost in status kolesarskih dirk kot so: nastanek, zgodovinski pečat in tradicija, komercialni vidik, lokacija, težavnost, rang tekmovanja itd. Eden od redkih objektivnih kriterijev je kategorizacija s strani UCI-ja, pa tudi to številni spodbijajo, saj nekatere najstarejše dirke niso del svetovne serije UCI World Tour.
Zaradi naraščajoče izrabe termina "klasika", so v 21. stoletju uvedli nov termin "spomenik" (monument), ki se je sicer prvič pojavil že leta 1949, v časopisnem članku z naslovom "Pariz–Roubaix, spomenik kolesarstvu".

## Originalne klasike
Vse do 1980ih je bilo priznanih 8 originalnih klasik, današnjih pet spomenikov plus Valonska puščica, Pariz–Bruselj in Pariz–Tours. Zaradi številnih prometnih in organizacijskih problemov (npr. Paris–Tours je postal Blois–Chaville, preden se je spet vrnil v originalno trenutno obliko); Pariz–Bruselj med leti 1967 in 1976 sploh ni bil organiziran; Val. puščica pa je bila zmeraj na sporedu v soboto pred dirko Liege–Bastogne–Liege (znan kot Ardenski vikend), preden so dirko skrajšali in jo prestavili nazaj na sredo pred LBL. Ostalih pet dirk je pozneje postalo znanih pod imenom spomenik.
Rik van Looy je edini dobil vseh 8 originalnih klasik. Merckx in Roger De Vlaeminck pa po 7 (oba brez Pariz–Tours).

## Spomeniki
5 najprestižnejših, najdaljših, najtežjih, največ vrednih in najbolj obiskanih enodnevnih klasik.
| Leto | Spomenik                   | Opomba                                   |
| ---- | -------------------------- | ---------------------------------------- |
| 1907 | Milano–San Remo (ITA)      | najdaljši med vsemi, sprinterska klasika |
| 1913 | Dirka po Flandriji (BEL)   | najbolj zaželen spomenik med kolesarji   |
| 1896 | Pariz–Roubaix (FRA)        | kraljica klasik, najbolj slaven spomenik |
| 1892 | Liège–Bastogne–Liège (BEL) | najstarejši med vsemi spomeniki          |
| 1905 | Dirka po Lombardiji (ITA)  | najkrajši in zadnji, jesenski spomenik   |

## Spomladanske klasike
Skupaj jih tvorijo Strade Bianche, Milano–San Remo, kockaste ter ardenske klasike, vse na sporedu marca in aprila.

### Italijanske klasike
- Strade Bianche – dirka iz leta 2007 vključuje številne makadamske odseke. Kjub kratki zgodovini je pridobila izjemen sloves in prestiž.
- Milano–San Remo – prvi spomenik sezone z italijanski imenom La Primavera ("Pomlad") ali La classicissima. Dirka je ponavadi v soboto tik pred marčevskim enakonočjem. Prvič prirejena 1907, velja za najdaljšo dirko (300 km) in kljub številnim vzponom, velja za 'šprintersko klasiko'.

### Tlakovane klasike
- E3 Saxo Bank Classic – prva od "spomladanski klasik" v Flandriji, prvič organizrana leta 1958. Znana tudi kot "Mala dirka po Flandriji".
- Gent–Wevelgem – prvič organizirana leta 1934, v zadnjih letih na sporedu v nedeljo med spomenikoma Milano–San Remo and Po Flandriji.
- Dirka po Flandriji – drugi spomenik sezone, številni ga smatrajo za najprestižnejšega, na sporedu zgodaj aprila, prvič leta 1913.
- Paris–Roubaix – La Reine ("Kraljica klasik") ali l'Enfer du Nord ("Severni pekel") je tradicionalno organiziran en teden po Flandriji, prvič organiziran leta 1896. Velja za najslavnejši spomenik od vseh. Z številnim kockastimi odseki izjemno zahtevna in nevarna dirka, sploh ob dežju.

### Ardenske klasike
- Amstel Gold Race – prvič leta 1966, običajno sredi aprila, prva od treh Ardenskih klasik, en teden po Paris–Roubaix.
- Valonska puščica – druga ardenska klasika po vrsti, prvič leta 1936 in ena od osmih originalnih klasik.
- Liège–Bastogne–Liège – La Doyenne, najstarejši spomenik, prvič leta 1892. Tretja izmed ardenskih klasik, sredi aprila, en teden po dirki Amstel Gold Race. Dirko krasijo številni kratki in strmi vzponi, velja za fizično najbolj zahtevno klasiko, kjer štejeta vzdržljivost in eksplozivnost.

### Ostale belgijske klasike
- Omloop Het Nieuwsblad – prvič organizirana leta 1945.
- Klasika Brugge–De Panne – prvič organizirana leta 1977 kot tridnevna dirka. Od 2018 naprej enodnevna dirka.

## Poletne klasike

### Evropske klasike
- Klasika San Sebastián – prvič organizirana leta 1981 in je edina španska klasika v koledarju.
- Bretonska klasika – Bretagne Classic, prvič organizirana leta 1931.
- Hamburg Cyclassics – prvič organizirana leta 1996.

### Lavrencijske klasike
- Velika nagrada Québeca – Grand Prix Cycliste de Québec, prvič organizirana leta 2010.
- Velika nagrada Montréala – Grand Prix Cycliste de Montréal, prvič organizirana leta 2010.

## Jesenske klasike

### Edini dve pravi jesenski klasiki (jesenski dvojček)
- Pariz–Tours – prvič organizirana leta 1896. Trenutno sicer v drugem kakovostnem razredu UCI ProSeries, a velja za klasiko.
- Dirka po Lombardiji – Dirka odpadlega listja, prvič organizirana leta 1905. Zadnji spomenik sezone.

## Mini klasike
Mini ali polklasike, manj pomembne, a z dolgo zgodovino. Poredko, v preteklosti ali nikoli vključene v UCI World Tour; večinoma del UCI ProSeries.

### Spomladanske mini klasike
- Milano–Torino – mini oziroma pol klasika, najstarejša dirka na svetu, prvič organizirana leta 1876, je imela skozi zgodovino precej problemov z kontinuiteto zaradi finančnih problemov in je vmes tudi velikokrat odpadla. V UCI koledar se je vrnila leta 2012. Danes je del 2. kakovostnega razred UCI ProSeries. Leta 2022 so dirko iz jeseni prestavili na zgodnjo pomlad pred dirko Milano-San Remo.
- Kuurne–Bruselj–Kuurne – mini klasika, prvič organizirana leta 1946. Spada v drugi kakovostni razred UCI ProSeries.
- Skozi Flandrijo – mini klasika, prvič organizirana leta 1945.
- Scheldeprijs – mini klasika, prvič organizirana leta 1907. Spada v drugi kakovostni razred UCI ProSeries.
- Brabantska puščica – mini klasika, prvič organizirana leta 1961. Spada v drugi kakovostni razred UCI ProSeries.
- Eschborn–Frankfurt – mini klasika, prvič organizirana leta 1962.

### Poletne mini klasike
- Brussels Cycling Classic – prvič organizirana leta 1893, prvotno Pariz–Bruselj; leta 2013 preimenovana in samo na belgijskih tleh.

### Jesenske mini klasike
- Dirka po Emiliji – prvič organizirana leta 1909. Spada v drugi kakovostni razred UCI ProSeries.
- Coppa Bernocchi – prvič organizirana leta 1919. Spada v drugi kakovostni razred UCI ProSeries.
- Tri doline Vareseja – prvič organizirana leta 1919. Spada v drugi kakovostni razred UCI ProSeries.
- Gran Piemonte – prvič organizirana leta 1906. Spada v drugi kakovostni razred UCI ProSeries.

## Nekdanje dirke
Nekaterih klasik in polklasik ni več, večinoma zaradi finančnih problemov. To so naslednje dirke:

### Nekdanje klasike
- Pariz–Brest–Pariz – ekstremno dolga profesionalna dirka (ca. 1200 km), ki so jo prirejali na vsakih 10 let v obdobju med 1891 in 1951.
- Bordeaux–Pariz – dolga 560 km in ekstremno naporna dirka, delno motoriziran dogodek, v obdobju med 1891 in 1988.
- Klasika Wincanton – kratkega veka, organizirana med leti 1989 in 1997, a najpomembnejša britanska dirka v 1990ih.
- Porto–Lizbona – organizirana med leti 1911 do 2004 (najdaljša enodnevna klasika od leta 1989 vse do odpovedi dirke).
- Züri-Metzgete – znana tudi kot Prvenstvo Züricha, med leti 1914 in 2006; v času svojega razcveta je veljala za 6. spomenik.

### Nekdanje mini klasike
- Dirka po Laziu – organizirana med leti 1933 in 2008 (za kratko se je znana kot "Roma Maxima" vrnila v letih 2013 in 2014).[6]
- Dirka po Romagni – med 1911 in 2011 (leta 2013 se je združila z Memorial Marco Pantani saj sta obe potekali v Emiliji-Romanji).[7]